# Passer cordofanicus
El gorrión del Kordofán (Passer cordofanicus) es una especie de ave paseriforme de la familia Passeridae endémica del oeste de Sudán y el este de Chad. Se considera a menudo una subespecie del gorrión de Kenia, que a su vez se considera una subespecie del gorrión grande.